# Вісниківці
«Вісниківці» – учасники ідейного, культурного та літературного явища, яке розвинулося в 1920–1930-і рр. на західноукраїнських землях і в еміграції (Чехословаччина, Польща, Німеччина): Д. Донцов, О. Бабій, М. Матіїв-Мельник, Ю. Дараґан, Є. Маланюк, Ю. Липа, Л. Мосендз, М. Грива (Загривний), І. Гончаренко, А. Карашевич, Р. Бжеський, М. Чирський, О. Стефанович, О. Ольжич, О. Теліга, О. Лятуринська, Г. Мазуренко, Н. Лівицька-Холодна (в ранній період творчості), С.Кушніренко, С. Левченко, М. Мухин (Гридень), О. Думин (Крезуб), М. Островерха, Р. Єндик, Д. Віконська (Федорович-Малицька), Н. Ґеркен-Русова, У. Самчук, Л. Луців (Граничка), М. Гоца, Ю. Клен, Б. Кравців, В. Янів, І. Ірлявський (Рошко) та ін. Багато інших публіцистів чи письменників, наприклад, М. Шлемкевич, В. Бірчак, М. Гнатишак, Є.-Ю. Пеленський, К. Чехович, А. Річинський, Г. Журба, Н. Королева, А. Крижанівський, Ю. Косач, А. Коломієць, Р. Кедро, Ю. Станинець, Зореслав, епізодично або частково належали до «вісниківців», мірою того, як активно вони брали участь у журналах «Літературно-науковий вістник» і «Вістник», або наскільки наближалися чи віддалялися щодо світоглядного націоналізму. 
Існує ще поняття «вістниківська квадрига» на означення художньої творчості Є. Маланюка, Ю. Липи, Л. Мосендза, О. Ольжича. Це визначення запропонував Ю. Клен у статті «Ще раз про сіре, жовте і про «Вістникову квадригу» («Вістник», 1935, Кн. 6). Ще до «вістниківської квадриги» зараховували різні автори О. Стефановича, О. Телігу, Ю. Клена, А. Карашевича, С. Левченка та ін. Образ-поняття «квадриги» Ю. Клен запозичив, очевидно, від польського угруповання «Квадрига», яке діяло в 1925–1934 рр. (С. Добровський, В. Себила, К. Галчинський, В. Свободнік, А. Малішевський), але яке стояло на цілком відмінних авангардистських позиціях естетики. Однак це поняття не набуло літературної історії, і згодом воно стало цілком умовним і нечітким. 
Власне назва явища походить від журналів «Літературно-науковий вістник» (1922–1932) і «Вістник» (1933–1939), які редагував Дмитро Донцов (1883–1973). Інша назва – «Празька школа» − невідповідна й тенденційна. Прага не була центром, де зародилися й розвинулися головні ідеї, настрої й естетична програма вісниківства. Географічним центром був саме Львів, з яким і була пов’язана більшість постатей та видань «вісниківського» спрямування, в якому вирувало активне інтелектуальне та ідейне життя ще від поч. 1920-х рр., коли зародився потужний націоналістичний рух. У певному сенсі вісниківство було естетичним вираженням політичного націоналізму, який тоді вельми активно розвивався на західноукраїнських землях.
Явним інтелектуальним лідером і концептуалістом при формуванні ідейно-естетичної платформи вісниківства був Д. Донцов. Вже на самому початку 1920-х рр. він виступив із низкою стратегічних ідей, з яскравими візіями піднесення української культури через ствердження її цивілізаційної суверенності, повернення до героїчних традицій Середньовіччя, засвоєння волюнтаристських та ірраціоналістичних ідей західної культури тощо. Це відображено в його монографії «Підстави нашої політики» (1921), есе «Поетка українського Рисорджементо: Леся Українка» (1922), «Криза нашої літератури» (1923). Центральною була ідея вольового націоналізму, яка відповідала повоєнним настроям січових стрільців та молодого покоління націоналістів, які прагнули жертовної й героїчної боротьби за відновлення втраченої української державності. Редактором журналу «ЛНВ» у 1922 р. Д. Донцов став за безпосередньої підтримки Є. Коновальця, керівника УВО, яка вела тоді підпільну революційну боротьбу з польською владою. До 1925 р. Д. Донцов привабив до «ЛНВ» кількох талановитих молодих письменників, переважно наддніпрянців  − Є. Маланюка, Ю. Липу, Л. Мосендза, О. Стефановича, О. Лятуринську та ін., згуртував авторитетних письменників і науковців старшого й середнього покоління (С. Смаль-Стоцький, М. Кордуба, В. Гнатюк, М. Голубець, К. Гриневич, П. Карманський, В. Пачовський, О. Грицай, В. Королів-Старий, С. Сірополко, С. Шелухін, О. Мицюк, В. Біднов, Ю. Коллард, А. Річинський та ін.) і так виникло явище вісниківства, тобто творчої та ідейної співдії різних авторів на ґрунті спільної ідейної та естетичної програми. У 1926 р. вийшов трактат Д. Донцова «Націоналізм», який став ідеологічним маніфестом для всього націоналістичного руху та створив авторові великий авторитет як мислителеві та лідерові нового покоління. Д. Донцов був вельми активним творчо впродовж усіх 1920–1930-рр., виступаючи як публіцист, есеїст, літературний критик, культуролог, філософ, видавець. З його іменем пов’язано привнесення в українську філософію ідей і теорій ірраціоналізму, волюнтаризму, інтуїтивізму, культурного традиціоналізму тощо. Загалом Д. Донцов синтезував філософські ідеї Платона, А. Шопенгауера, Е. Берка, Т. Карлайла, Й. Г. Фіхте, А. Мадзині, Ф. Ніцше, Е. Гартмана, В. Дильтая, М. Шелера, Ґ. Зимеля, В. Зомбарта, В. Парето, Ґ. Моска, А. Берґсона, Ґ. Лебона, Ш. Пеґі, М. Баре (Барреса), Ш. Мора, О. Шпенґлера, М. де Унамуно, Х. Ортеґи-і-Ґасета, але при цьому створив власну оригінальну концепцію суто українського світоглядного активізму (його теза про «філософію Чину»). Донцов зумів цілісно проінтерпретувати з філософської точки зору всі головні сфери української національної вітальності: історію державницької думки, духовність і культуру, ментальні пласти, геополітичні тенденції, літературну творчість, форми політичної діяльності. Сам стиль письма Д. Донцова характеризувався великою експресивністю, образністю, концептуальністю, широтою візій, глибиною аналітики. Це справляло потужний вплив на сучасників. Тому енергетика його творчості передавалася іншим «вісниківцям», що й творило цілісність цього культурного та літературного явища. 
Ідеї, культурологічну позицію, естетику «ЛНВ» після 1925 р. наслідували інші націоналістичні журнали, особливо виразно це видно на прикладі таких часописів, як «Студентський вістник», «Державна нація», «Розбудова нації», «Пробоєм» (всі – Прага), «Смолоскипи», «Дажбог», «Студентський шлях», «Обрії», «Напередодні», «Шлях нації» (всі – Львів), «Самостійна думка» (Чернівці), «Українське слово» (Париж). «ЛНВ» став обов’язковою «лектурою» для членства УВО і ОУН, яке було переважно молодіжним. Тому ця літературна течія вже на 1930-і рр. переросла в цілий літературний напрямок, творячи масштабне явище, яке охоплювало широкі кола інтелігенції, світоглядно зорієнтованої на націоналізм, яке й називалося «вісниківство». Очевидно, що Д. Донцов кардинально вплинув головними параметрами своєї волюнтаристсько-ірраціоналістичної філософії життя на гроно провідних ідеологів націоналізму із середовища ОУН: Д. Андрієвського, О. Бабія, М. Сціборського, О. Бойдуника, Ю. Вассияна, В. Мартинця, В. Макара, З. Пеленського та ін., тож через їхню творчість, вельми широку й різноманітну, вісниківство набуло епохального значення, адже це був цілий великий етап в історії розвитку української філософської, політичної та культурологічної думки.
Головні статті й есе Д. Донцова на літературні теми: «Про «молодих» (1923), «Драгоманов і ми» (1923), «Українсько-совєтські псевдоморфози» (1925), «Пам’яти великого вигнанця (1926), «До старого спору» (1926), «Крок вперед» (1926), «Трагедія Франка» (1926), «Поет твердої душі (В.Стефаник)» (1927), «Марко Черемшина» (1928), «Роздвоєні душі» (1928), «Криве дзеркало нашої літератури» (1929), «Росія чи Европа?» (1929), «Естетика декадансу» (1930), «Мати Лесі Українки: Олена Пчілка» (1931), «Наше літературне ґето» (1932), «Микола Хвильовий» (1933), «Козак із міліона свинопасів» (1935), «Трагічні оптимісти»  (1936), «L'art puor l'art, чи як стимул життя?» (1936) (всі ці есе були надруковані в ж. «Літературно-науковий вістник» і «Вістник», тому, відповідно, ці журнали й стали провідним струменем вісниківського неоромантизму); окремими книгами вийшли збірки літературної есеїстики Д. Донцова: «Наша доба і література» (1936), «Дух нашої давнини» (1944), «Правда прадідів великих» (1952), «Поетка вогненних меж: Олена Таліга» (1953), «Туга за героїчним» (1953), «Дві літератури нашої доби» (1958), «Незримі скрижалі кобзаря» (1961).
Сьогодні твори Д. Донцова найповніше подані у виданні: Донцов Д. Вибрані твори: У 10 т. / Упоряд., передм., коментарі О.Багана – Дрогобич-Львів, 2011 – 2015. Окремий 8-й том у цьому виданні склала літературна есеїстика Д. Донцова.
Яскравим феноменом теоретичного вісниківства була есеїстика Е. Маланюка, цілісно видана на еміграції: Маланюк Е. Книга спостережень. Т. 1 і 2. – Торонто, 1962 і 1966. У міжвоєнну добу Є.Маланюк друкувався і на сторінках «ЛНВ» та «Вістника», де був чи не центральним автором після Д. Донцова, і в інших видання (зокрема в альманаху «Дніпро», в польських ж. «Bunt młodych», «Marcholt»). Головними есе Є. Маланюка, в яких розкрита філосософія та естетика вісниківства, є такі: «Думки про мистецтво», «Ідеї й дії», «Про творення української індивідуальности», «Буряне поліття», «Кінець російської літератури», «Поет Московії»,  «Петербурґ як літературно-історична тема»,  «Гоголь – Ґоґоль», «Українська література в світлі сучасности», «Література і творчість», «Крути – народини нового українця», «Південь і російська література», «Творчість і національність», «Поезія і вірші», «Наступ мікробів», «До проблеми класифікації культур», «Шкіци до типології культур», «Толстоєвський», «Совітські літературні справи», «Ранній Шевченко», «Три літа», «До справжнього Шевченка», «Шевченкові метаморфози», «В пазурах раціоналізму (До трагедія Франка)», «Франко незнаний», «Франко як явище інтелекту», «Спізнене покоління», «Юрій Клен», «Зовсім інші», «Юрій Липа – поет», «Дмитро Донцов». У спеціальному есе «1922 – 1962» він осмислив питання початку вісниківства, роль журналу «Літературно-науковий вістник» за ред. Д. Донцова.
Другим, після Є. Маланюка, за вагою культурологічного мислення у вісниківстві був Ю. Липа. В основному його есеїстика зібрана в книзі «Бій за українську літературу» (Варшава, 1935). Перед тим вона друкувалася у «ЛНВ» і «Вістнику». Хоча Ю. Липа мав особисті розходження із Д. Донцовим від початку 1930-х рр., він не вийшов із світоглядних рамок націоналізму. Див. есе «Київ – вічне місто», книгу «Призначення України» тощо. 
Великий пласт ідей естетичного, культурологічного, історіософського змісту подано в таких працях «вісниківців»: 
Олесь Бабій: «Літературні журнали в 1922-1923 рр.», «Ідеологічні основи сучасної української літератури», «Микола Євшан (Федюшка): Його життя і творчість», «Фридрих Ніцше»;
Олена Теліга: «Сліпа вулиця», «Сила через радість», «Якими нас прагенете?», «Партачі життя», «Прапори духу»; 
Леонід Мосендз: «Джон Ґолсворсі», «Антін Чехов – поет без світогляду», «Народження Дон-Кіхота», «Поки вихилявся глечик», «Микола Хвильовий: легенда та дійсність»; 
Михайло Мухин: «Михайло Драгоманов без маски», «Український Ефіальт в українських Термопілах (Ще про М.Драгоманова)», «Народовці 70-х років супроти Драгоманова», «Проф. М.Грушевський», «Тіні незабутих предків»;
Юрій Клен: «Стефан Ґеорґе», «Ще раз про сіре, жовте і про «Вістникову квадригу», «Слово живе й мертве», «Прогнози Шпенґлера», «Большевицька спадщина», «Бій може початися»;
Остап Грицай: «Ольга Кобилянська: літературно-критичний нарис», «Персі Б. Шеллі (1822 – 1922)», «Гайнрих Кляйст: життя і творчість», «Фенікс Еспанії (Лопе де Веґа)»;
Микола Шлемкевич: «Вітер», «Нариси»;
Арсен Річинський: «Боротьба душ» у Достоєвського», «Свята Софія київська»;
Дарія Віконська: «За оригінальне національне мистецтво», «Буття й знання», «Нація, мистецтво та наука», «Symphonia eroica», «Леон Деґрель і бельгійські рексисти», «За силу і перемогу»;
Наталя Ґеркен-Русова: «Героїчний театр»;
Богдан Кравців: «Проза галицького ґетта»;
Юрій Косач: «На варті нації» (зб. есеїстики)
Улас Самчук: «Крик у порожнечу», «Чорні сторінки»  
Всі письменники-«вісниківці», хоча й не мали якоїсь затвердженої програми творчості, були споріднені темами вольової, сильної людини, героїчної історії, осмислення досвіду Національної Революції 1917–1920 рр., філософськими ідеями в дусі ірраціоналізму, традиціоналізму, елітарності, релігійності та націоналізму. В естетичному плані їхня творчість (передусім поетів) має відчутну неоромантичну стильову домінанту, в якій чітко простежуються неоготичні та неокласичні тенденції. Тож найвідповіднішою є назва «вольовий неоромантизм» на означення «вісниківської» літературної течії, оскільки ця література відрізнялася від решти неоромантичного письменства яскравими волюнтаристськими настроями та ідеями. Хоча в окремих авторів й траплялися символістські, експресіоністські, імпресіоністські стильові вкраплення, та це не затьмарювало загального неоромантизму, який виражався в усьому: героїчних мотивах, культові сильної особистості, історіософії, настроях зусилля, змагання, національної сконцентрованості. «Вісниківці» категорично не приймали авангардистської поетики, вважали її породженням хаотичних інтенцій «розкладової доби» (див. на цю тему есе Є. Маланюка «Творчість і національність», «Наступ мікробів», «Поезія і вірші», есеїстику Ю. Липи зі зб. «Бій за українську літературу», статті О. Ольжича «Культурна політика українського націоналізму» (1935), «Войовнича неокласика» (1935), есе О. Теліги «Партачі життя» тощо). 
Віхами розвитку «вісниківської» поезії стали зб. Ю. Дараґана «Сагайдак» (1926), Є. Маланюка «Стилет чи стилос» (1926), «Земля й залізо» (1930), «Земна Мадонна» (1934), «Перстень Полікрата» (1939), «Вибрані поезії» (1943), «Влада» (1951), Ю. Липи «Світлість» (1925), «Суворість» (1930), О. Стефановича «Поезії» (1926), «Stephanos I» (1938), О. Лятуринської «Гусла» (1938), «Княжа емаль» (1941), О. Ольжича «Рінь» (1935), «Вежі» (1940), «Підзамча» (1946), Н. Лівицької-Холодної «Вогонь і попіл» (1934), «Сім літер» (1937), О. Теліги «Душа на сторожі» (1946).
Проза «вісниківців» представлена творами Ю. Липи, Л. Мосендза, У. Самчука, Ю. Клена, Р. Єндика, О. Бабія. Особливо яскраво виражено ідеологію вісниківства в новелах Ю. Липи зі зб. «Нотатник» у 3-х кн. (1936 р.), в новелістичних зб. Л. Мосендза «Homo Lenis» (1937) і «Відплата» (1939), повісті «Засів», романі «Останній пророк» (1939) (незакінчений), в повістях О. Бабія «Перші стежі» (1931), «Дві сестри» (1935), в новелах, повістях і романах У. Самчука раннього періоду творчості (до 1944 р.): романи «Саботаж УВО», «Кулак», «Волинь», «Гори говорять», новели зб. «Месники», зб. «Віднайдений рай», повість «Сонце з заходу», «Юність Василя Шеремети» та ін.
Драматичні твори «вісниківців»: «Троянда з Єрихону», «Корабель, що відпливає», «Слово в пустині», «Бенкет», «Вербунок», «Поєдинок», «Мотря», «Сон про ярмарок» Ю. Липи, «Вічний корабель» Л. Мосендза, «Отаман Пісня», «П’яний рейд», «Андрій Карабут», «Неофавстіяда», «Останній король» М. Чирського, «Облога» Ю. Косача, «Слухайте! Слухайте» Говорить Москва!», «Шумлять жорна», «Жертва пані Маї» У. Самчука та ін.
У роки Другої світової війни, закономірно, зв’язки між «вісниківцями» послабилися, не було вісниківських журналів. Окремі «вісниківці» загинули як герої: О. Теліга, І. Ірлявський, О. Ольжич, Ю. Липа. Після війни було кілька спроб відродити цілісність цієї літературної течії, але всі невдалі. Зокрема, Р. Бжеський (Р. Млиновецький) у 1949 р. видав один номер ж. «Вістниківець», апелюючи до традиції вісниківства, відгукуючись на смерть Л. Мосендза. Певною мірою традицію вісниківства пробували розвинути журнали «Орлик» (Бартенсґаден, 1946 – 1948; ред. Т.Лопичак), «Вежі» (Мюнхен, 1948), «Пороги». 
Суттєву перешкоду для згуртування «вісниківців» зробило літературне об’єднання МУР («Мистецький український рух»), засноване в 1947 р. в таборах для виселенців в Німеччині. Формально лідером цього об’єднання був У. Самчук, але головними теоретиками й ідеологами були В. Петров (завербований совєтськими спецслужбами письменник-неокласик, літературне псевдо «Домонтович»), Ю. Шерех-Шевельов, Ю. Косач та І. Багряний. На противагу вісниківському неоромантизмові вони висунули ідеї орієнтації на філософію екзистенціалізму та естетику сюрреалізму. Трибуною МУРу став ж. «Арка» (ред. Ю. Шерех-Шевельов). Виникла полеміка між окремими «вісниківцями» й «мурівцями», яка увиразнила світоглядні засади, але скоро припинилася через масовий переїзд українських емігрантів до США та Канади у 1949–1950 рр. і зміну культурної ситуації. У 1950-і рр. деякі «вісниківці» гуртувалися довкола видань ОУН С. Бандери: «Визвольний шлях» (Лондон), «Вісник ОЧСУ» (Нью-Йорк) тощо. Поодинокі «вісниківці», наприклад, У. Самчук чи Б. Кравців, еволюціонували на еміграції в бік до демократично-ліберальних ідей і позицій.
У 1960-і рр. в еміграційній науці намітилася лінія на перекручення історії вісниківства. Це переважно робили культурники з ліберально-демократичного табору, які вважали, що вольовий націоналізм міжвоєнної доби був «ідеологічною помилкою», «мав фашистські тенденції», був «несумісний із вільною творчістю». Їхньою культурно-естетичною платформою став журнал «Сучасність» (Мюнхен). Лідери цих тенденційних трактувань: Ю. Шерех-Шевельов, Ю. Лавріненко, І. Кошелівець, Б. Рубчак, М. Неврлий та ін. Власне ця група культурників поволі ввела неправдиве поняття «Празька школа», яким замінила поняття «вісниківці» й «вісниківство». Саме цей погляд після 1990 р. поширився з еміграції в Україні й утвердився в науці як хиба. Головна теза таких підходів: Д. Донцов був «поганий», «заідеологізовував художню творчість», «негативно впливав на письменників вісниківського середовища» тощо; всі ж автори цього середовища «страждали від тиранії Д. Донцова», «постійно намагалися вирватися на поле вільної творчості», «стояли значно вище за нього інтелектуально». При цьому ніяк не пояснювалося, чому ці потужні постаті були такі «слабовольні», що два десятки років не могли позбутися «тиранії Донцова», і чому вони залишили сотні листів та інших свідчень, в яких високо цінували талант Д.Донцова як есеїста-культуролога, критика та ідеолога й поважали його особисто. Є. Маланюк у есе «Дмитро Донцов» порівнював того за інтелектуальними потенціями до О. Шпенґлера та Х. Ортеґи-і-Ґасета. Підтвердженням цього є листи О. Ольжича, Ю. Клена, Ю. Липи, Є. Маланюка, Р. Бжеського, Л. Мосендза до Д. Донцова, повністю чи частково опубліковані Г. Сварником в різних виданнях, в яких помітно лише пієтет і пошану до Д. Донцова цих авторів і цілком не помітно світоглядних розходжень та полемік з ним. Це «відсікання» Д. Донцова трапляється майже постійно в тих дослідників теми вісниківської літератури, які мають ліберально-доктринерський світогляд.
У 2008 р. видавнича фірма «Відродження» (Дрогобич) започаткувала серію видань «Вісниківська бібліотека», в якій вийшли книги: Самчук У. «Кулак. Месники. Віднайдений рай» (Упоряд., передм., комент. І.Руснак) (2008); Донцов Д. «Літературна есеїстика» (Упоряд, післямова, коментарі О.Багана) (2010), «Національні лідери Європи: Ідеологічні портрети» (Упоряд, післямова, коментарі О.Багана) (2011), до книги увійшла низка есе про визначних політичних діячів минулого різних авторів (М. Антонович, Д. Донцов, Л. Мосендз, М. Островерха, Ю. Русов, В. Стахів), які були надруковані в серії «Вістника» «Книгозбірня Вістника» протягом 1935–1939 рр.
Літературне вісниківство вивчалося у кількох дисертаційних роботах, цілісно або частково присвячених цій темі, серед яких Баган О. «Естетика і поетика вісниківського неоромантизму» (Львів, 2003), Іванишин П. «Національний сенс екзистенціалів у поезії Т. Шевченка, Є. Маланюка, Л. Костенко (Діахронія української літературної герменевтики)» (Львів, 2007), Руснак І. «Художня модифікація художньої історіософії в прозі Уласа Самчука» (Київ, 2007), Якимович О. «Історіософсько-культурологічний образ Середньовіччя у творчості вісниківців» (Київ, 2013), Колкутіна В. «Літературна есеїстика Дмитра Донцова: націософсько-герменевтичні аспекти» (Львів, 2018).
Темі вісниківства було присвячено низку наукових конференцій і спеціальних видань:
- «Творчість Юрія Клена в контексті українського вісниківства і неокласицизму» (Дрогобицький державний педагогічний університет ім. І.Франка; травня 2003 р.); за матеріалами конференції вийшов однойменний збірник;
- «Традиція вісниківства в українській літературі ХХ ст.. і національно-езистенціальна методологія (Пам’яті Василя Іванишина)» (Дрогобицький державний педагогічний університет ім. І.Франка; 21 – 22 березня 2008 р.); заматеріалами конференції вийшов науковий збірник «Вісниківство: літературна історія та ідеї»;
- «Творчість Леоніда Мосендза в контексті вісниківського неоромантизму: історико-літературні та поетикальні аспекти» (Вінницький державний педагогічний університет ім. М.Коцюбинського, 2-3 квітня 2009 р.); за матеріалами конференції вийшов збірник: «ХХ ст.: від модерності до традиції / Вип.1: Естетика і поетика творчості Леоніда Мосендза» / Ред. колегія: І.Руснак (голова), О.Баган (заст. голови), А.Гуляк та ін. (Вінниця, 2010);
- «Вісниківська традиція в літературі ХХ ст.: концепти, особливості стилю, світові контексти» (Дрогобицький державний педагогічний університет ім. І.Франка, 22 – 23 квітня, 2010 р.; матеріали конференції склали основу наукового збірника «Вісниківство: літературна традиція та ідеї: Вип. 2. – Дрогобич: Посвіт, 2012;
- «Творчість Юрія Клена і міжвоєнна доба в українській літературі: історичні основи, естетичні контексти, культурні особливості» (Вінницький державний педагогічний університет ім. М.Коцюбинського, 14 – 15 квітня 2011 р.); за матеріалами конференції вийшов збірник: ХХ ст.: від модерності до традиції: Вип. 2: Творчість Юрія Клена і міжвоєнна доба в українській літературі. -   Вінниця, 2012.
- «Тарас Шевченко в естетиці, культурології та націософії вісниківства» (Львівський національний університет ім. І.Франка, 26 – 27 травня 2011 р.); матеріали конференції вийшли у науковому збірнику «Українське літературознавство».

Джерела
Бабій О. Зродились ми великої години. –  Дрогобич: ВФ «Відродження», 1997. 
Бжеський Р. Прелюдія поступу (Вістникіський доробок 1924 – 1934 років). –  К.: Темпора, 2016.  
Віконська Д. Ars longa: Літературознавство, мистецтвознавство, культурологія. – Львів: ЛА «Піраміда», 2015.
Віконська Д. За силу і перемогу. Ч.2: За державну бронзу. – Львів: ЛА «Піраміда», 2016.
Гридень Дажбога: Юрій Дараган. Збірник. Тернопіль: Видавництво "Крила", 2022. 144 с.
Донцов Д. Вибрані твори у 10-ти тт. / Упоряд, передм., комент. О.Багана –Дрогобич – Львів: ВФ «Відродження», 2011 – 2015. 
Донцов Д. Дух Росії / Відп. ред. і упоряд. О.Баган. – К., 2011. 
Донцов Д. Літературна есеїстика. / Упоряд., передм., комент. О.Багана. – Дрогобич: ВФ «Відродження», 2010.
Клен Ю. Вибрані твори: Поезія, спогади, статті. – Дрогобич, 2003.
Косач Ю. На варті нації / Упоряд. І передм. Р.Радишевського. – К.:Талком, 2017.
Маланюк Є. Вибрані твори   / Упоряд. О.Омельчук. – К.Смолоскип, 2017.
Маланюк Є. Книга спостережень: Статті про літературу / Упоряд. Г.Сивоконя.  – К.: Дніпро, 1997.
Маланюк Є. Нотатники (1936 – 1968) / Вступ. статті, упоряд., прим. Л.Куценка. – К.: Темпора, 2008.
Ольжич О. Поезія, проза / Упоряд. І прим. Н.Лисенко.  – К., 2007.
Ольжич О. Незнаному воякові / Упоряд., післямова, приміт. Л.Череватенка. – К.: Дніпро, 1994.
Стефанович О. Вибране. –  Торонто, 1975.
Теліга О. О краю мій…: Твори, документи, біографічний нарис. — К.: Вид-во ім. Олени Теліги, 1999. — 496 с.
Теліга О. Листи. Спогади / Упоряд., вст. ст., прим. Н. Миронець. — К.: Вид-во ім. Олени Теліги, 2003. — 400 с.
Теліга О. Вибрані твори / Упоряд. О. Зінкевич. — К.: Смолоскип, 2006. — 344 с.

Спеціальні видання:
Баган О., Гузар З., Червак Б. Лицарі духу: українські письменники-націоналісти, вісниківці. – Дрогобич: Відродження, 1996.  -  345 с.
Вісниківство: літературна традиція та ідеї: Науковий збірник: Вип. 1. / Ред. колегія: О. Баган (голова), П.Іванишин (заст. голови), В.Дончик та ін. – Дрогобич: Коло, 2009. -  385 с. 
Вісниківство: літературна традиція та ідеї: Науковий збірник: Вип. 2 / Ред. колегія: О. Баган (голова), П.Іванишин (заст. голови), В.Дончик та ін.  – Дрогобич: Посвіт, 2012. – 488 с.
Баган. О. Вісниківство як феномен націоналізму в культурі // Гридень Дажбога: Юрій Дараган. Збірник. Тернопіль: Видавництво "Крила", 2022. С. 117–130. 
Літературно-науковий вістник: Покажчик змісту. Том 1 – 109 (1998–1932) / Уклав Б.Ясінський. – К.- Нью-Йорк: Смолоскип, 2000. - 541 с.
Добко Т, Ясінський Б. Вістник: Місячник літератури, мистецтва, науки й громадського життя (1933 – 1939): Систематичний покажчик змісту.  – К. – Вашинґтон – Нью-йорк, 2002. -  338 с.
Шаповал Ю. Літературно-науковий вістник (1898 - 1932) – творець державницької ідеології українства.  -  Львів, 2002. - 234 с. 
Національні лідери Європи: Ідеологічні портрети / Упоряд., післямова, комент. О.Багана. – Дрогобич: ВФ «Відродження», 2011. - 611 с.
Монографії:
Набитович І. Леонід Мосендз   – лицар Святого Ґрааля. – Дрогобич: ВФ «Відродження», 1999.
Олійник-Рахманний Р. Літературно-ідеологічні напрямки в Західній Україні (1919 – 1939). – К.,1999.
Куценко Л. Євген Маланюк: Тло і постать. – Кіровоград, 1999. 
Руснак І. «Я був повний Україною…»: Художня історіософія Уласа Самчука. – Вінниця, 2005.
Руснак І. Художня історіософія Уласа Самчука: Монографія. – Вінниця: ДП «ДКФ», 2009. – 368 с.
Руснак І. Микола Чирський: Сильвета про творче горіння на бойовій стійці : монографія. Київ: Київ. стол. ун-т ім. Б. Грінченка, 2025. 392 с.
Іванишин П. Національно-екзистенціальна інтерпретація (основні теоретичні та прагматичні аспекти). – Дрогобич: ВФ «Відродження», 2005.
Іванишин П. Національний спосіб розуміння в поезії Т.Шевченка, Є.Маланюка, Л.Костенко. – К.: Академвидав, 2008. 
Омельчук О. Літературні ідеали українського вістниківства (1922 – 1939) – К.Смолоскип, 2011. 
Руснак І. Художній світ прози письменників-вісниківців. – Вінниця, 2011.
Клочек Г. Євген Маланюк: «Проза» поета. – К.,2019.